# Chrono (seria)
Chrono – seria gier wydanych przez firmę Square (obecnie: Square Enix). Opowiada o podróżach w czasie i między wymiarami w celu uratowania świata. W jej skład wchodzą:
- Chrono Trigger (SNES, 1995)
- Radical Dreamers (przystawka Satellaview do konsoli SNES, 1996)
- Chrono Cross (PlayStation, 1999).
- Chrono Break - nazwa zarejestrowana w 2001 roku przez ówczesną firmę Square. Żadna gra o takim tytule nie powstała.

## Gry fanowskie
- Chrono Resurrection
- Chrono Trigger Remake Project
- Unofficial Chrono Trigger II
- Chrono Trigger Crimson Echoes
- Chrono Trigger: Prophet's Guile

Oraz wiele innych, mniejszych projektów.